# Amerikanisches Mittelmeer

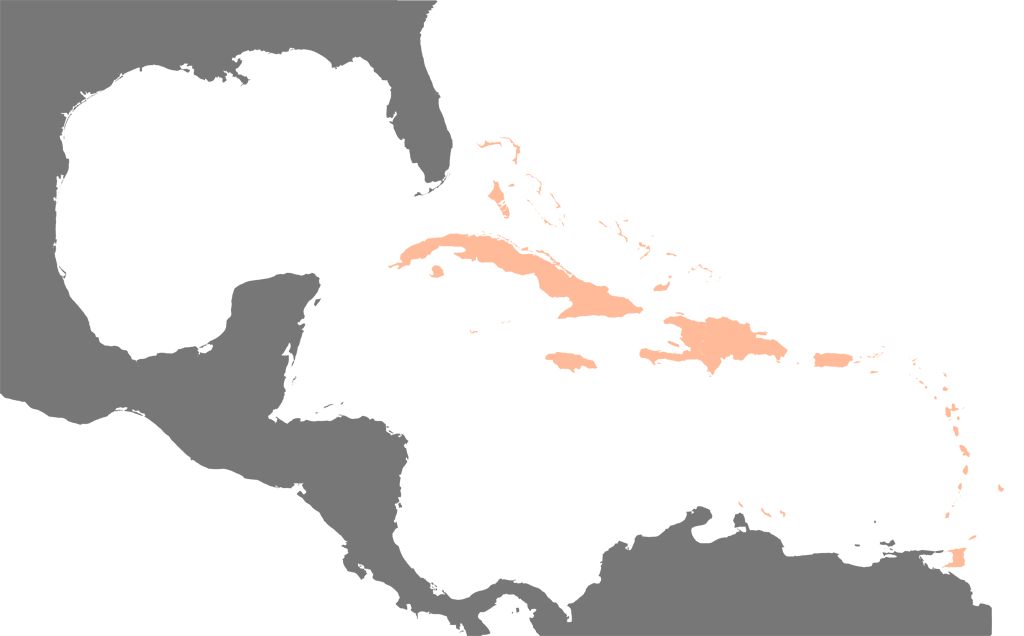
Das Amerikanische Mittelmeer:
im Nordwesten der Golf von Mexiko,
im Südosten das Karibische Meer. Inselketten bilden die Grenze zum offenen Atlantik.

Das Amerikanische Mittelmeer ist ein westliches Nebenmeer des Atlantischen Ozeans. Es besteht aus dem Karibischen Meer (südöstlicher Teil) und dem Golf von Mexiko (nordwestlicher Teil). Das Meer ist ein Teil der Region Mittelamerika. Die tiefste Stelle liegt im Kaimangraben, sie misst 7680 m.

## Geographie
Das Meeresgebiet hat eine Fläche von knapp 4,4 Mio. km² (Karibisches Meer 2,75 Mio. km² + Golf von Mexiko 1,6 Mio km²).

### Zur Benennung
Die Bezeichnung als englisch American Mediterranean [Sea] bezieht sich auf die Lage als Mittelmeer zwischen den beiden Kontinenten Nord- und Südamerika (Konzept „beide Amerikas“). Würde man Amerika als einen zusammenhängenden Kontinent verstehen, läge jedoch kein interkontinentales Mittelmeer im Sinne des Begriffs vor, sondern ein gewöhnliches Randmeer des Atlantiks.
Der Name entstand in Anlehnung an das „europäische“ Mittelmeer. Mit diesem hat es weder hydrographisch noch klimatisch sonderliche Ähnlichkeiten. Vorgeschlagen wurde aus diesem Grund auch die „ozeanographisch korrektere“ Bezeichnung Central American Sea ‚Zentralamerikanisches Meer‘. Es spielt aber besonders für Nordamerika eine ähnelnde historisch-kulturelle Rolle (alte autochthone Hochkulturen, Ausgang der romanischsprachigen Kolonialisation, touristische Gunstlagen). Darum ist der Ausdruck durchaus üblich. Auch erdgeschichtlich bestehen Parallelen, beide Meeresgebiete sind älter als der freie Atlantik und haben vor Öffnung des Mittelatlantischen Grabenbruchs in Pangaea aneinandergegrenzt.

### Begrenzung
Die Festlandgrenzen bilden im Norden die Südküste der Vereinigten Staaten, im Westen die Ostküste Zentralamerikas und im Süden die Nordküste Südamerikas. Florida und der Bogen der Antillen bilden die Grenze im Osten, zum freien Nordatlantik.

### Meeresstraßen

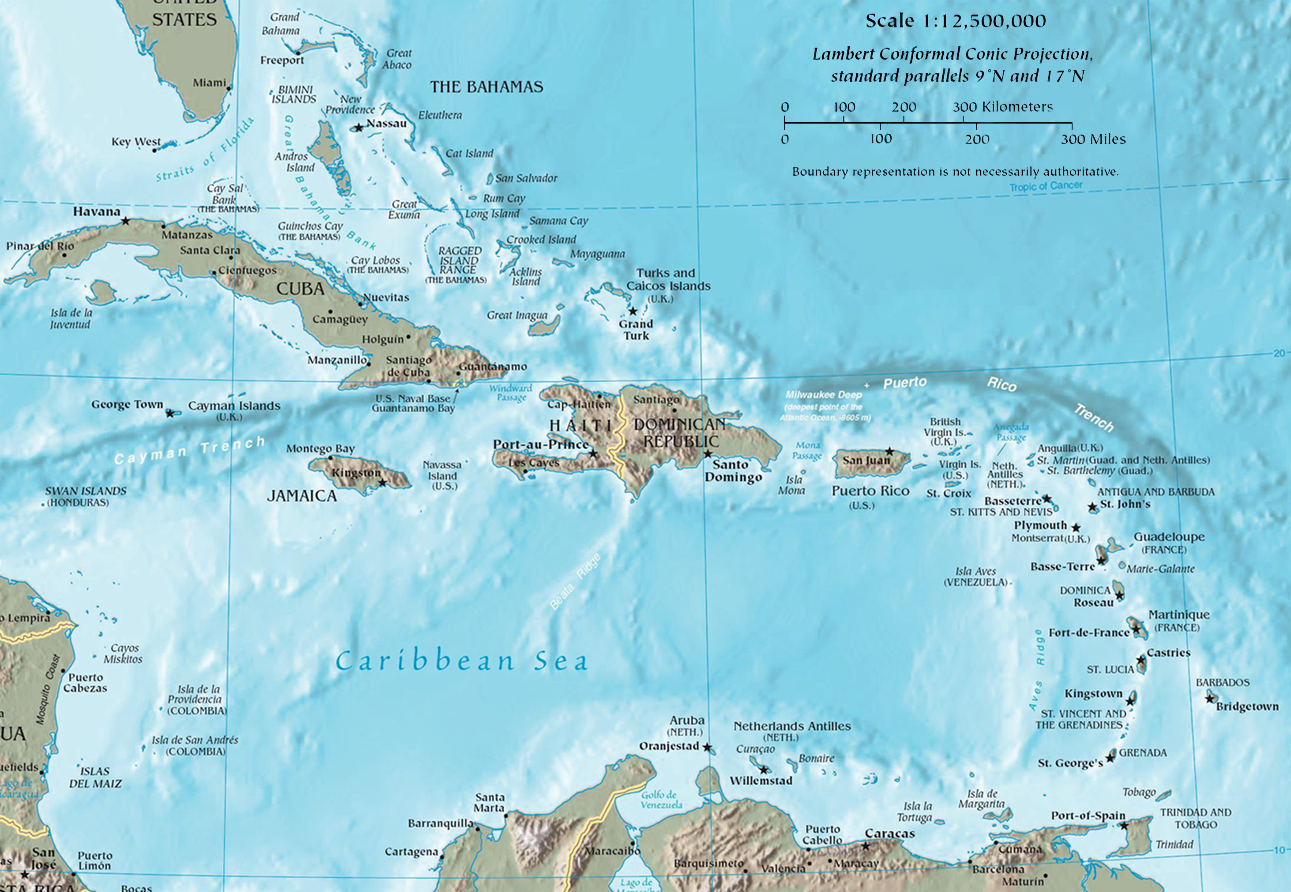
Die Inselwelt der Karibik. Vier Meeresstraßen sind eingetragen: Floridastraße, Windward-Passage, Mona-Passage, Anegada-Passage.

Verbindungen zum offenen Atlantik (Auswahl):
- Floridastraße – zwischen Florida und Kuba
- Windward-Passage – zwischen Kuba und Hispaniola
- Mona-Passage – zwischen Hispaniola und Puerto Rico
- Anegada-Passage – östlich der Britischen Jungferninseln
- Guadeloupe-Passage
- Dominica-Passage
- Martinique-Passage
- St.-Lucia-Kanal
- St.-Vincent-Passage
- Kolumbus-Kanal – zwischen Trinidad und Venezuela

Die Yucatánstraße verbindet den Golf von Mexiko mit der Karibik.
Über den Panamakanal besteht eine Verbindung zum Pazifik.

### Buchten
Bucht im Golf von Mexiko:
- Bahía de Campeche

Golfe des Karibischen Meers:
- Golf von Batabanó
- Golf von Darién
- Golf von Gonâve
- Golf von Honduras
- Golf von Venezuela
- Golf von Paria

An den Golf von Venezuela schließt sich der Maracaibo-See an, ein Binnenmeer des Amerikanischen Mittelmeers.

### Inselgruppen und Inseln
Die Inseln im Amerikanischen Mittelmeer gehören größtenteils zu den Westindischen Inseln. Die wichtigsten Inselgruppen sind die Großen Antillen und die Kleinen Antillen.
Große Antillen (die vier größten Inseln der Region):
- Kuba – Golf von Mexiko und Karibik
  - mit Isla de la Juventud (sechstgrößte Insel der Karibik)
- Jamaika – Karibik
- Hispaniola – Karibik
- Puerto Rico – Karibik

Kleine Antillen:
- Inseln über dem Winde – Karibik
- Inseln unter dem Winde – Karibik
  - mit Trinidad (fünftgrößte Insel)

Daneben finden sich etliche Inseln vor den Festlandküsten, etwa die Florida Keys, Cozumel vor Yucatan, oder die Corn Islands.
Die Bahamas und Turks- und Caicosinseln, obschon zur Karibik als Region gerechnet, liegen nach hydrographischen Aspekten außerhalb des Meeres (nicht Teil der Antillen); zu Barbados gibt es widersprüchliche Meinungen, teils auch Trinidad und Tobago (alle kleine Antillen).

### Meeresboden

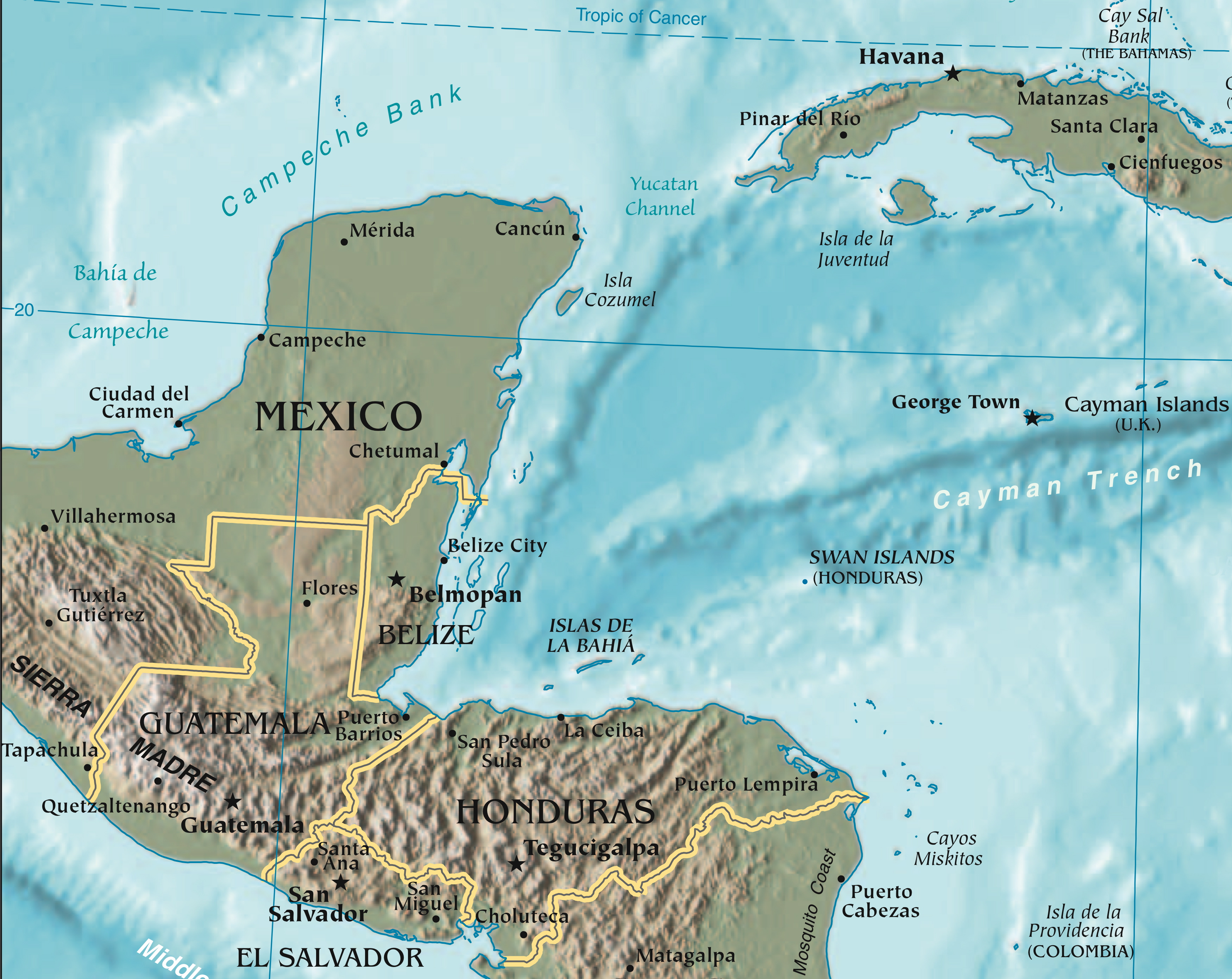
Rechts im Bild: der westliche Teil des Kaimangrabens (Cayman Trench)

Am Meeresboden befinden sich Schwellen, Tiefseebecken und eine Tiefseerinne. Zu den Tiefseebecken gehören:
- Mexikanisches Becken im Zentrum des Golfs von Mexiko, maximale Tiefe: 4375 m
- Yucatanbecken im Nordwesten des Karibischen Meers, maximale Tiefe: 4901 m
- Karibisches Becken im Südosten des Karibischen Meers, maximale Tiefe: 5649 m

Die Tiefseerinne ist der bis zu 7680 m tiefe Kaimangraben im Nordwesten des Karibischen Meers. Er verläuft knapp südlich der Kaimaninseln, etwa von einem Bereich zwischen Kuba und Jamaika Richtung Golf von Honduras.

### Länder
Das Amerikanische Mittelmeer abgrenzende oder darin liegende Staaten und von anderen Staaten abhängige Gebiete sind (im Uhrzeigersinn):
- Vereinigte Staaten (Mainland) – Golf von Mexiko
- Kuba – Golf von Mexiko und Karibik
- Cayman Islands (Vereinigtes Königreich) – Karibik
- Jamaika – Karibik
- Haiti – Karibik
- Dominikanische Republik – Karibik
- Puerto Rico (USA) – Karibik
- Amerikanische Jungferninseln (USA) – Karibik
- Britische Jungferninseln (Großbritannien und Nordirland) – Karibik
- Anguilla (Großbritannien und Nordirland) – Karibik
- St. Kitts und Nevis – Karibik
- Antigua und Barbuda – Karibik
- Montserrat (Großbritannien und Nordirland) – Karibik
- Guadeloupe (Frankreich) – Karibik
- Dominica – Karibik
- Martinique (Frankreich) – Karibik
- St. Lucia – Karibik
- St. Vincent und die Grenadinen – Karibik
- Barbados – Karibik
- Grenada – Karibik
- Trinidad und Tobago – Karibik
- Venezuela – Karibik
- Niederländische Antillen (Niederlande) – Karibik
- Aruba (Niederlande) – Karibik
- Kolumbien – Karibik
- Panama – Karibik
- Costa Rica – Karibik
- Nicaragua – Karibik
- Honduras – Karibik
- Guatemala – Karibik
- Belize – Karibik
- Mexiko – Karibik und Golf von Mexiko

Zu Bahamas (USA) und Turks- und Caicosinseln (Großbritannien und Nordirland) siehe Anmerkung zu den Inseln.